# Strefa unikania

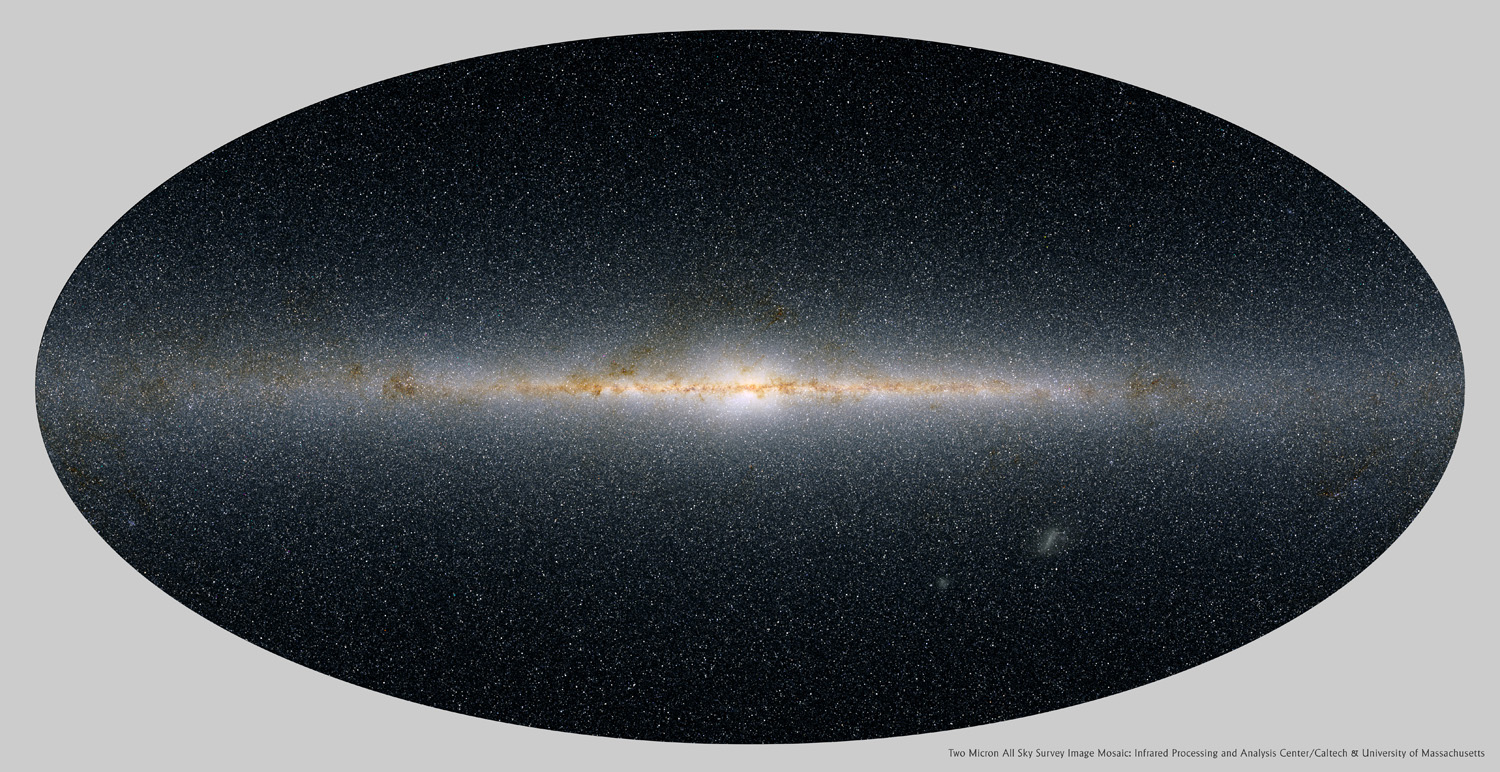
Droga Mleczna tworzy strefę unikania dla lokalnych obserwatorów

Strefa unikania – efekt obserwacyjny, który powoduje, że nie można obserwować odległych i słabych obiektów w płaszczyźnie dysku galaktycznego Drogi Mlecznej. Efekt ten występuje ponieważ gaz, pył i gwiazdy należące do naszej galaktyki, których największe zagęszczenie występuje właśnie w tej płaszczyźnie, przesłania obraz odleglejszych i słabszych obiektów. 
Strefa unikania została zaobserwowana na początku XX wieku gdy katalogi astronomiczne wykazywały brak obserwowanych obiektów mgławicowych w obrębie płaszczyzny dysku galaktycznego. Zrozumienie natury obiektów mgławicowych jako odrębnych, odległych galaktyk było wytłumaczeniem istnienia strefy unikania.